# Маккензі Фой
Маккензі Фой (англ. Mackenzie Foy; нар. 10 листопада 2000, Лос-Анджелес, США) — американська акторка, модель.

## Біографія
Народилася 10 листопада 2000 в Лос-Анджелесі, США в родині домогосподарки та водія вантажівки. Домашнє навчання дало Маккензі можливість будувати кар'єру з дитячих років. Має старшого брата.

## Кар'єра
Почала працювати моделлю друкованої реклами для Garnet Hill, Polo Ralph Lauren, and Guess (Kids). У 2006 знялась у рекламі меблевої компанії Сінді Кроуфорд. У 2009 отримала першу роль на телебаченні. У 2011 та 2012 зіграла роль Ренесмі Каллен — доньки Едварда Каллена та Белли Свон у «Сутінки. Сага. Світанок» і «Сутінки Сага: Світанок — Частина 2». За цю роль у 2013 акторка отримала дві «Золоті малини»: у парі з Тейлором Лотнером та з акторським складом. У фільмі жахів 
«Закляття» Фой зіграла одну із доньок головних героїв, які переїжджають у напівзруйнований будинок, у якому почнуть відбуватися паронормальні явища. У 2014 акторка з'явилася поряд з Меттью Макконехі, Енн Гетевей у стрічці «Інтерстеллар». Роль юної Мерф принесла акторці премію «Сатурн» у номінації «Найкращий молодий актор або акторка». Маккензі також озвучила героїв мультфільмів «Ернест і Селестина», «Діти з товарного вагону», «Маленький принц».

## Фільмографія

### Фільми
| Рік  | Назва                                | Оригінальна назва                         | Роль           | Примітки  |
| ---- | ------------------------------------ | ----------------------------------------- | -------------- | --------- |
| 2011 | «Сутінки. Сага. Світанок»            | The Twilight Saga: Breaking Dawn — Part 1 | Ренесмі Каллен |           |
| 2012 | «Сутінки Сага: Світанок — Частина 2» | The Twilight Saga: Breaking Dawn — Part 2 | Ренесмі Каллен |           |
| 2013 | «Закляття»                           | The Conjuring                             | Сінді Перрон   |           |
| 2013 | «Ернест і Селестина»                 | Ernest et Célestine                       | Селестина      | озвучення |
| 2013 | «Всього найкращого»                  | Wish You Well                             | Луї            |           |
| 2014 | «Інтерстеллар»                       | Interstellar                              | юна Мерф       |           |
| 2014 | «Чорноокий собака»                   | Black Eyed Dog                            | Дейзі          |           |
| 2014 | «Діти з товарного вагону»            | The Boxcar Children                       | Вайолет        | озвучення |
| 2014 | «Печивний гангстер»                  | The Cookie Mobster                        | Саллі          | телефільм |
| 2015 | «Маленький принц»                    | The Little Prince                         | дівчинка       | озвучення |
| 2015 | «Джессі Стоун: Загублена у раю»      | Jesse Stone: Lost in Paradise             | Дженні О'Ніл   | телефільм |
| 2018 | «Лускунчик і чотири королівства»     | The Nutcracker and the Four Realms        | Клара          |           |
| 2020 | «Чорна красуня»                      | Black Beauty                              | Джо Грін       |           |

### Серіали
| Рік  | Назва                       | Оригінальна назва              | Роль                  | Примітки |
| ---- | --------------------------- | ------------------------------ | --------------------- | -------- |
| 2009 | «Люблю тебе до смерті»      | 'Til Death                     | дівчинка              | 1 епізод |
| 2010 | «Згадай, що буде»           | FlashForward                   | Кейт Ерскін           | 1 епізод |
| 2010 | «Поліція Гаваїв»            | Hawaii Five-0                  | Лілі Вілсон           | 1 епізод |
| 2012 | «Р. Л. Стайн: Час привидів» | R.L. Stine's The Haunting Hour | Наталі/Джорджия Ломін | 1 епізод |